# Hoëdic (ketch)
Pour le l'île, voir Hoëdic.
Le Hoëdic est un ancien thonier en bois de 1953, grée en ketch, construit aux Sables-d'Olonne. Après son rachat en

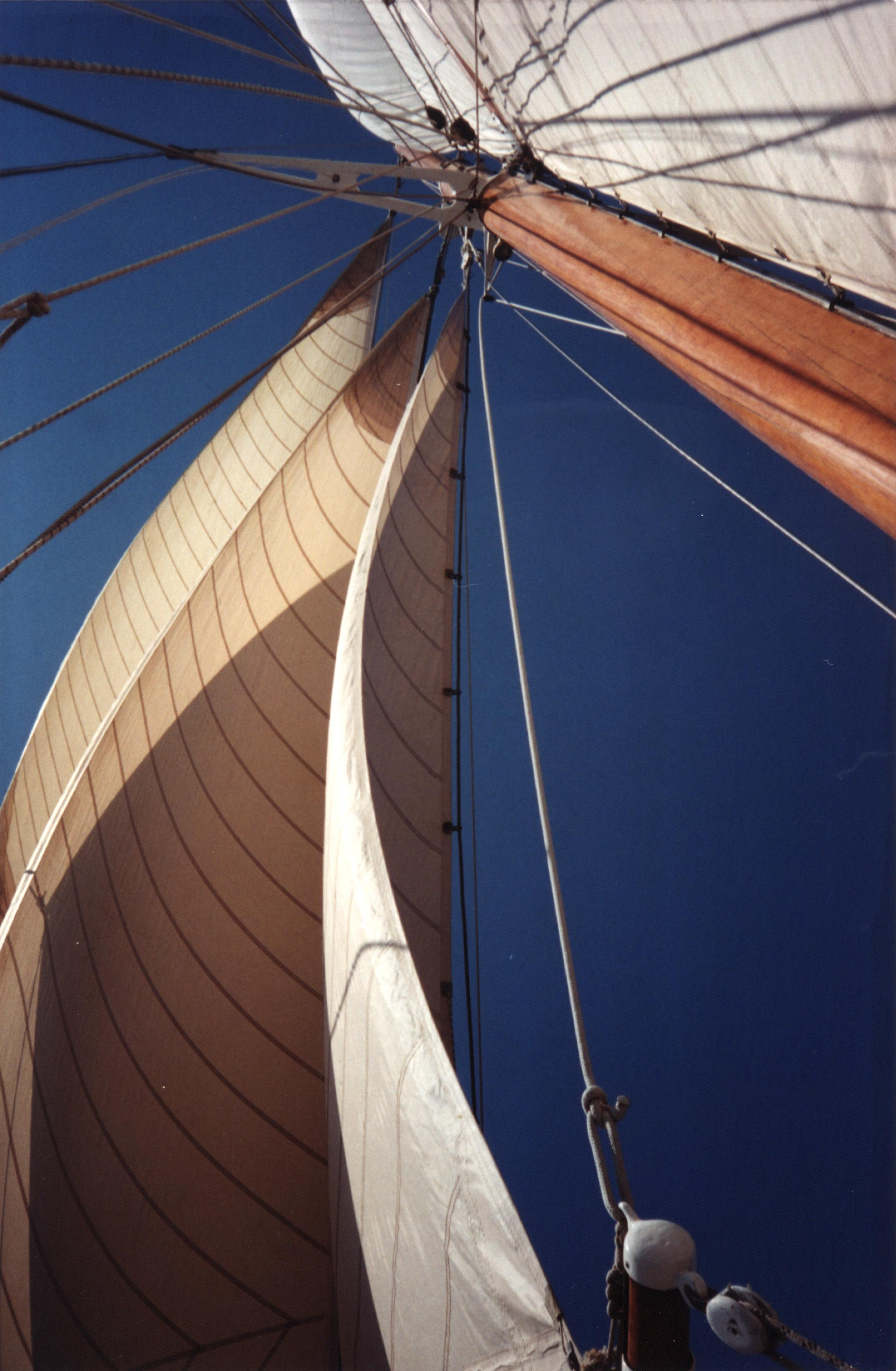
Navire Hoëdic sous voiles au Lavandou, juillet 2002.

1975 et une restauration, il est reconverti en voilier de plaisance.

## Histoire
D'abord basé au port de Lorient sous le nom de Pieuse paysanne, il pratique la pêche au thon dans le golfe de Gascogne et sur les côtes du Portugal, du Maroc et de la Mauritanie. Vendu ensuite à un pêcheur normand, il prend le nom de Brigitte et pratique le chalutage en Manche à partir de Port-en-Bessin dans le Calvados.
En 1975, il est racheté par le couple Yves & Micheline Juguet, restauré durant quatre ans et prend le nom de Hoëdic (caneton, en breton) qui est aussi le nom d'une île. Il est utilisé à partir de cette date comme voilier de plaisance, il effectue des croisières en Méditerranée depuis Le Lavandou, son port d'attache.
De 2007 à 2011, il appartient à Eric Beyrend.
En 2012, il est racheté par Mr Rafignon. 
Il coule à 9 h, le 17 janvier 2015 à San Marcos (Tenerife, Îles des Canaries). Une voie d'eau alors que le navire était à l'ancre et l'équipage à terre a causé le naufrage.

## Caractéristiques
Le Hoëdic est grée en ketch, ces deux mâts en bois à pible portent 6 voiles totalisant 350 m2 de voilure :
- Sur le grand-mât : une grand-voile aurique et un flèche (24 m de hauteur par rapport à l'eau).
- Le mât d'artimon porte une voile bermudienne.
- 3 focs dont la trinquette bomée.

Ce navire à coque en chêne, a une longueur totale de 27 m pour un tirant d'air de 24 m. Il est équipé de deux moteurs diesels Baudouin de 100 chevaux. Il présente une capacité de 6 personnes, 27 personnes pour des sorties en mer de jour et 50 personnes à quai.

## Navigation
Basé au Lavandou (Var), il propose des sorties en mer à la journée (27 passagers) vers les îles d'Hyères et des croisières hauturières (6 passagers) vers les îles méditerranéennes (Corse, Sardaigne et Baléares). Il participe régulièrement aux Voiles de Saint-Tropez.
Il participe aux Tall Ships' Races en classe C et sera présent au départ de la Mediterranean Tall Ships Regatta 2013 et à l'escale de Toulon Voiles de Légende.

### Liens externes

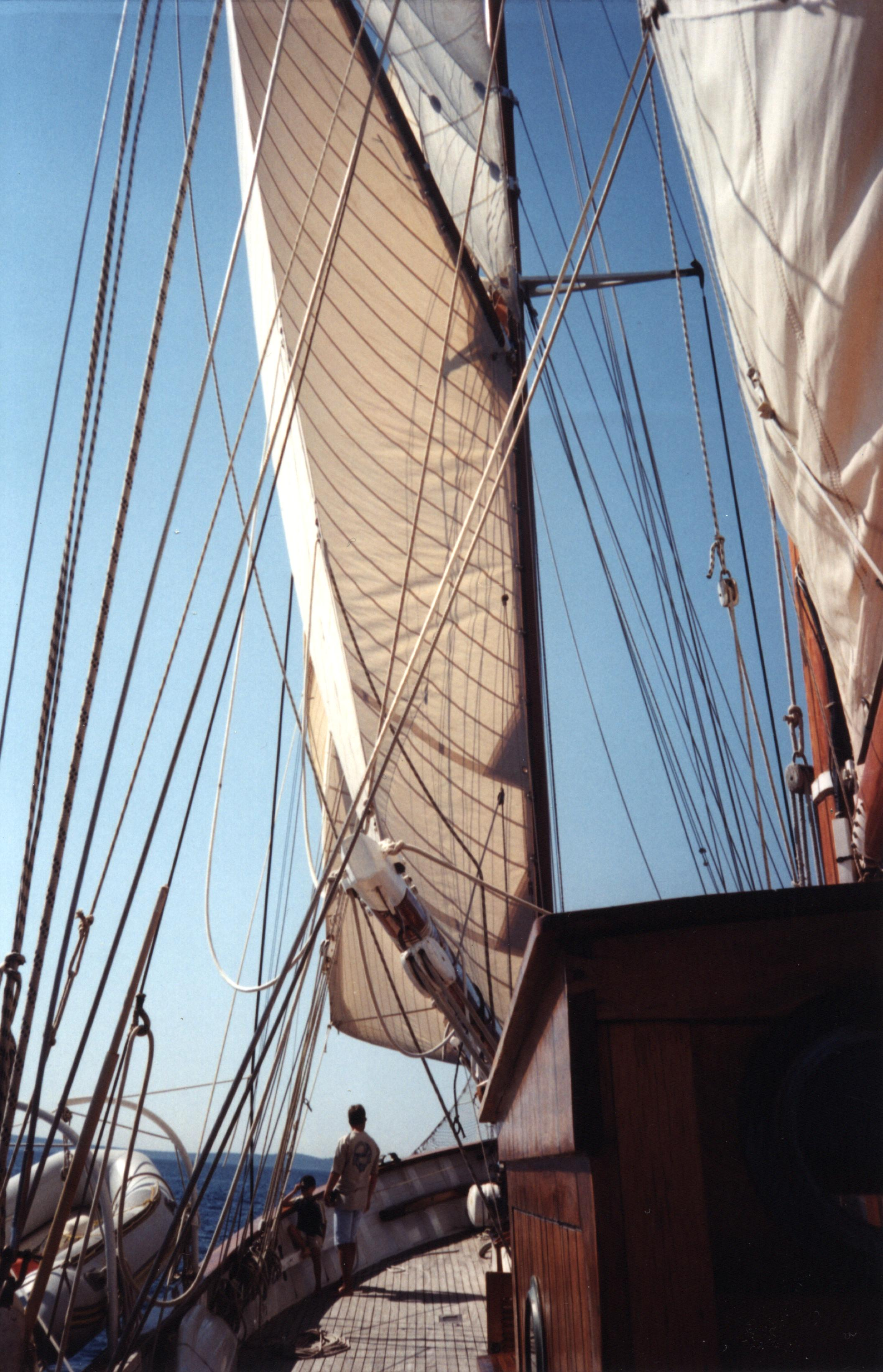
Navire Hoëdic sous voiles au Lavandou, juillet 2002